# Las Junturas
Las Junturas es una localidad situada en la pedanía Impira del departamento Río Segundo, Córdoba, Argentina.
Fue fundada el 12 de octubre de 1913 por Pedro Imhoff y Pedro Ramb.
Está compuesta por 1938 habitantes (Indec, 2022). Se encuentra situada a 110 km de la ciudad de Córdoba, sobre la Ruta Provincial 10.
La zona rural de la localidad es atravesada por el arroyo Las Junturas, que vuelca sus aguas en el río Xanaes.
Su principal actividad económica es la agricultura, la ganadería y la industria.
Las fiestas patronales se celebran anualmente el 15 de agosto.
Otro acontecimiento importante en el pueblo es la Fiesta Provincial del Chacinado Casero.

## Salud
Cuenta con un dispensario municipal, con atención las 24 horas del día los 7 días de la semana. Un Hogar de Ancianos.

## Servicios
La localidad de Las Junturas cuenta con destacamento policial y de bomberos voluntarios. 

## Cultura
La localidad consta de diferentes academias de danza, entre ellas Academia de Danzas Españolas Andalucía; Academia Martín Fierro'; Academia La Junta.
También se desarrolla la destreza gaucha, Agrupación Gaucha El Estribo la cual cuenta con un predio para sus prácticas. 
Además, en la localidad esta la Agrupación de Scout San Francisco de Asís N.º 1309 de la Zona 23.ª del Distrito 3, pertenecientes a Scouts de Argentina desde el año 2015.

## Deportes
Cuenta con dos clubes, Club Atlético 9 de Julio en el cual se practica distintas actividades, como fútbol, cuenta con su propia cancha Estadio Mauro Massi, participa de la Liga Independiente de Fútbol; hockey cuenta con su propia cancha con las medidas reglamentarias, fue inaugurada en el año 2016; básquet; bochas cuenta con dos canchas sintéticas, inauguradas en 2016; natatorio propio, cuenta con un predio, una pileta de 25 m para mayores y una pileta para menores, se realizan escuelitas de verano, prácticas de natación; entre otras. Festeja su aniversario el 13 de mayo. En el Club Atlético 25 de Mayo se realiza la actividad de bochas. 

## Personas destacadas
- Jorge Arduh,  5 de enero de 1924 - Córdoba, 22 de mayo de 2023) fue un destacado músico, pianista, arreglador, compositor y director de orquesta de tango. Por su desempeño como pianista se lo conoce como El Fantasista del Teclado.

- Fernando Martina, baloncestista campeón en la Liga Nacional de Básquet 2015-16.

## Imágenes

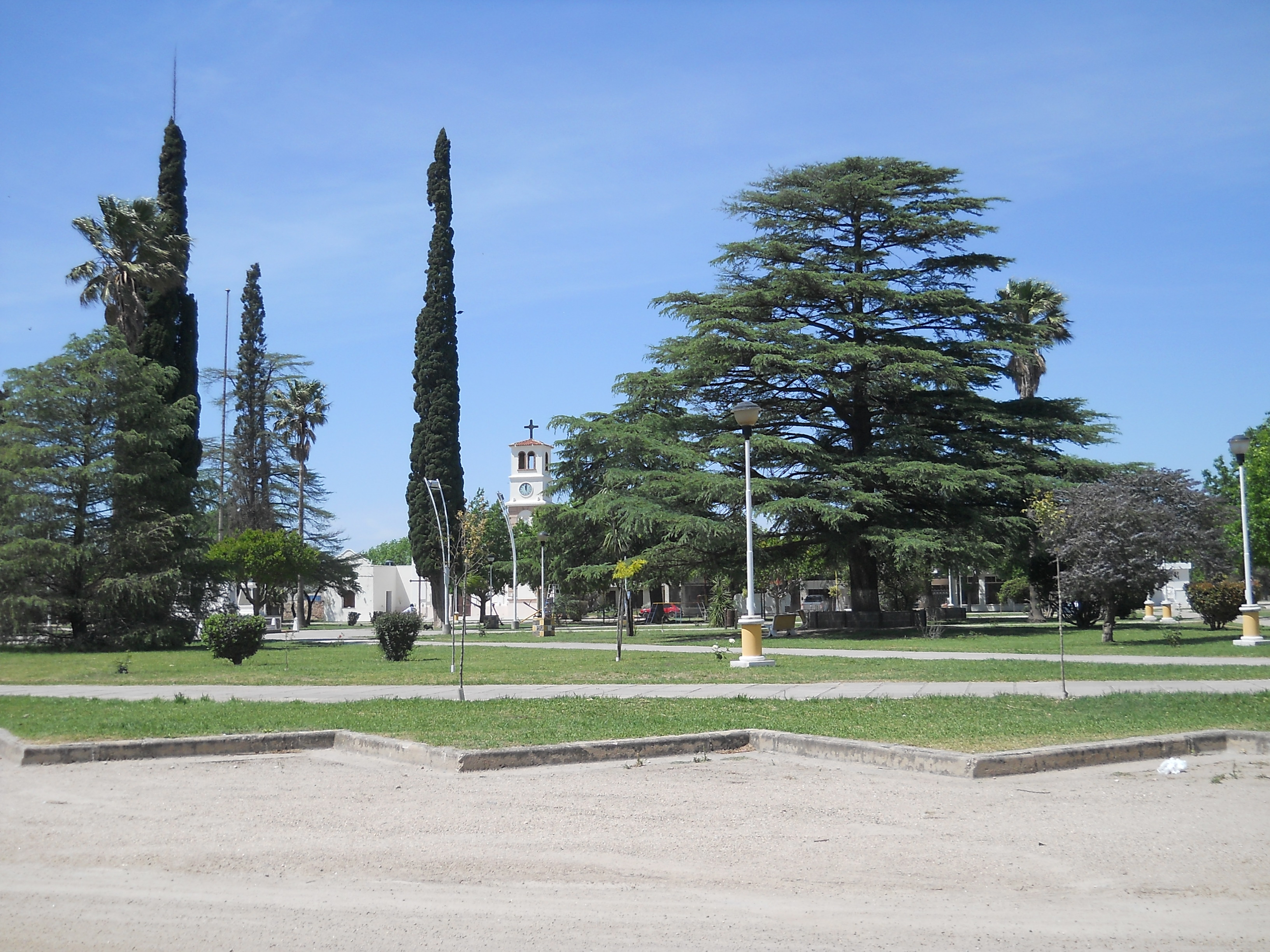
Vista de la plaza
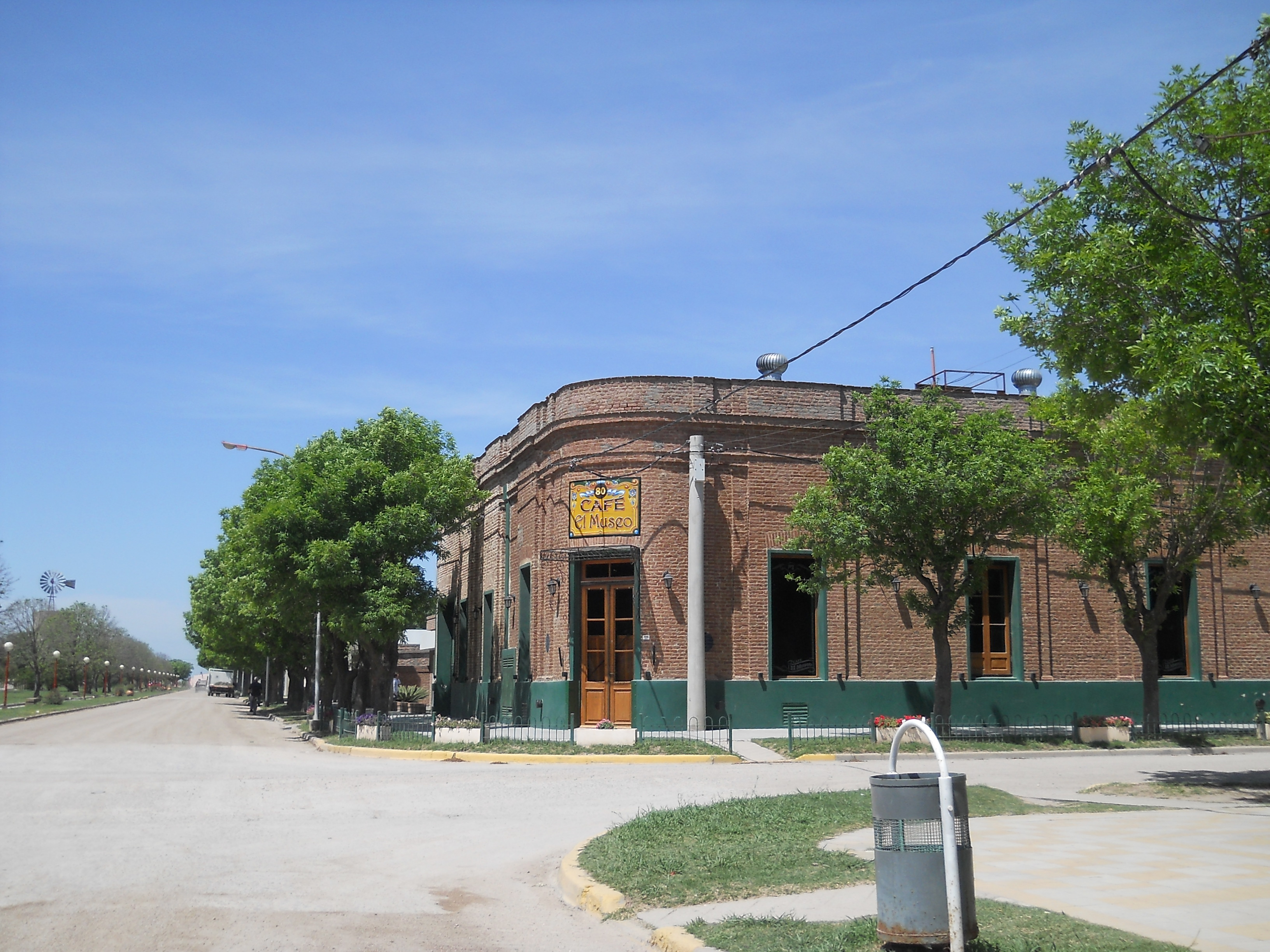
Esquina de la ciudad